# Meiocampa
Meiocampa és un gènere de diplurs de la família Campodeidae. Hi ha almenys cinc espècies descrites en Meiocampa.

## Taxonomia
- Meiocampa arizonica Bareth & Conde, 1958 i c g
- Meiocampa hermsi Silvestri, 1933 i c g
- Meiocampa mickeli Silvestri, 1933 i c g
- Meiocampa newcomeri Silvestri, 1933 i c g
- Meiocampa wilsoni (Silvestri, 1912) i c g

Fonts de les dades: i = ITIS, c = Catalogue of Life, g = GBIF, b = Bugguide.net